# Californisk hundhaj
Californisk hundhaj (Mustelus californicus) är en hajart som beskrevs av Gill 1864. Den ingår i släktet Mustelus och familjen hundhajar. IUCN kategoriserar arten globalt som livskraftig. Inga underarter finns listade.